# Mogarraz
Mogarraz ist ein westspanischer Ort und eine Gemeinde (municipio) mit 252 Einwohnern (Stand: 2024) in der Provinz Salamanca in der Autonomen Gemeinschaft Kastilien-León.

## Lage und Klima
Mogarraz liegt etwa 70 Kilometer südwestlich von Salamanca in einer Höhe von gut 765 m im Parque Natural de las Batuecas y Sierra de Francia. Das Klima ist gemäßigt bis warm; Regen (ca. 696 mm/Jahr) fällt hauptsächlich im Winterhalbjahr.

## Bevölkerungsentwicklung
| Jahr      | 1970 | 1981 | 1991 | 2001 | 2011 | 2021 |
| Einwohner | 588  | 520  | 398  | 302  | 311  | 260  |

Der Bevölkerungsrückgang seit den 1950er Jahren ist im Wesentlichen auf die Mechanisierung der Landwirtschaft, die Aufgabe von bäuerlichen Kleinbetrieben und den damit einhergehenden Verlust an Arbeitsplätzen zurückzuführen.

## Sehenswürdigkeiten
- Kirche Mariä Schnee (Iglesia de Nuestra Señora de las Nieves)
- Rathaus

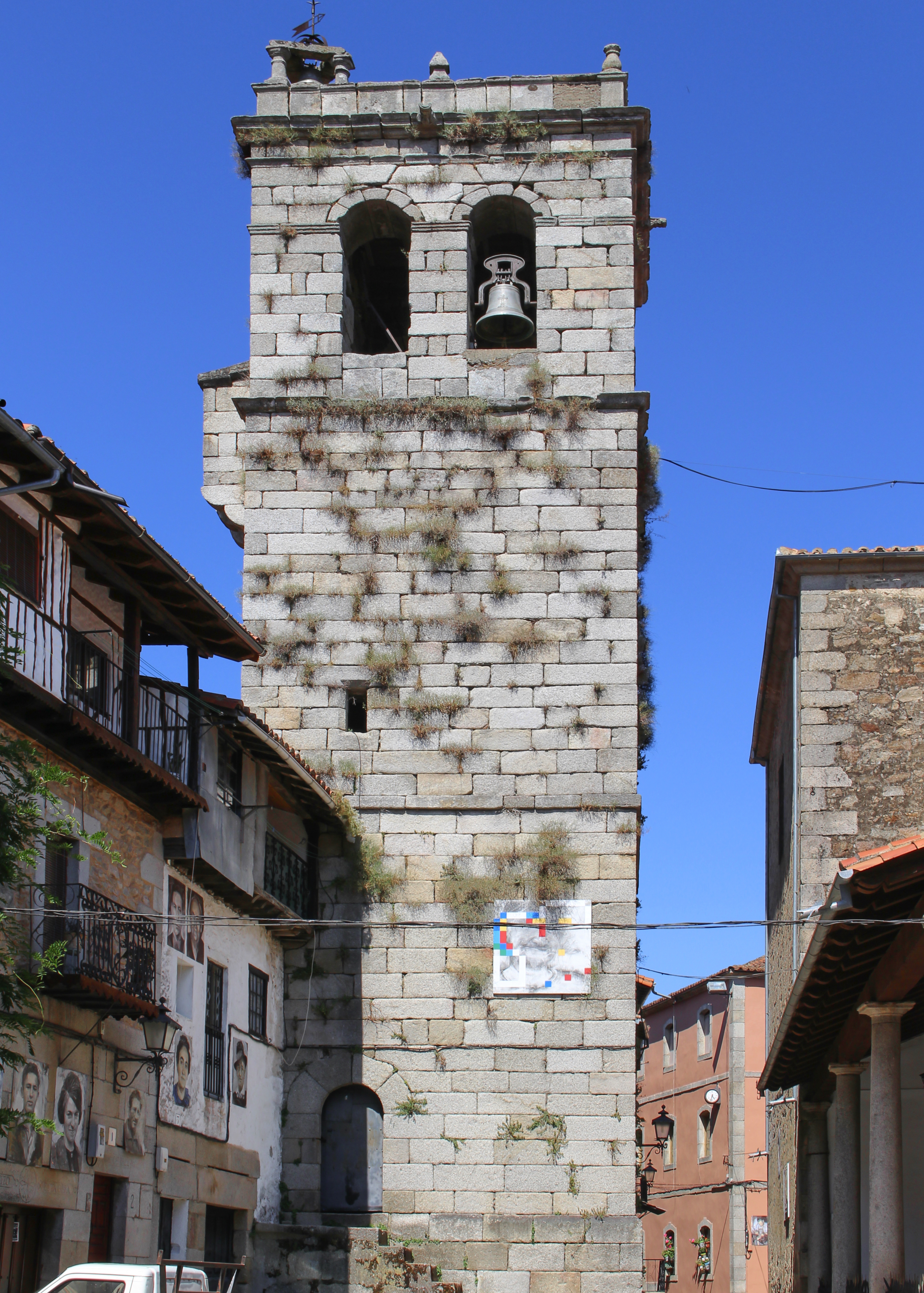
Kirche Mariä Schnee
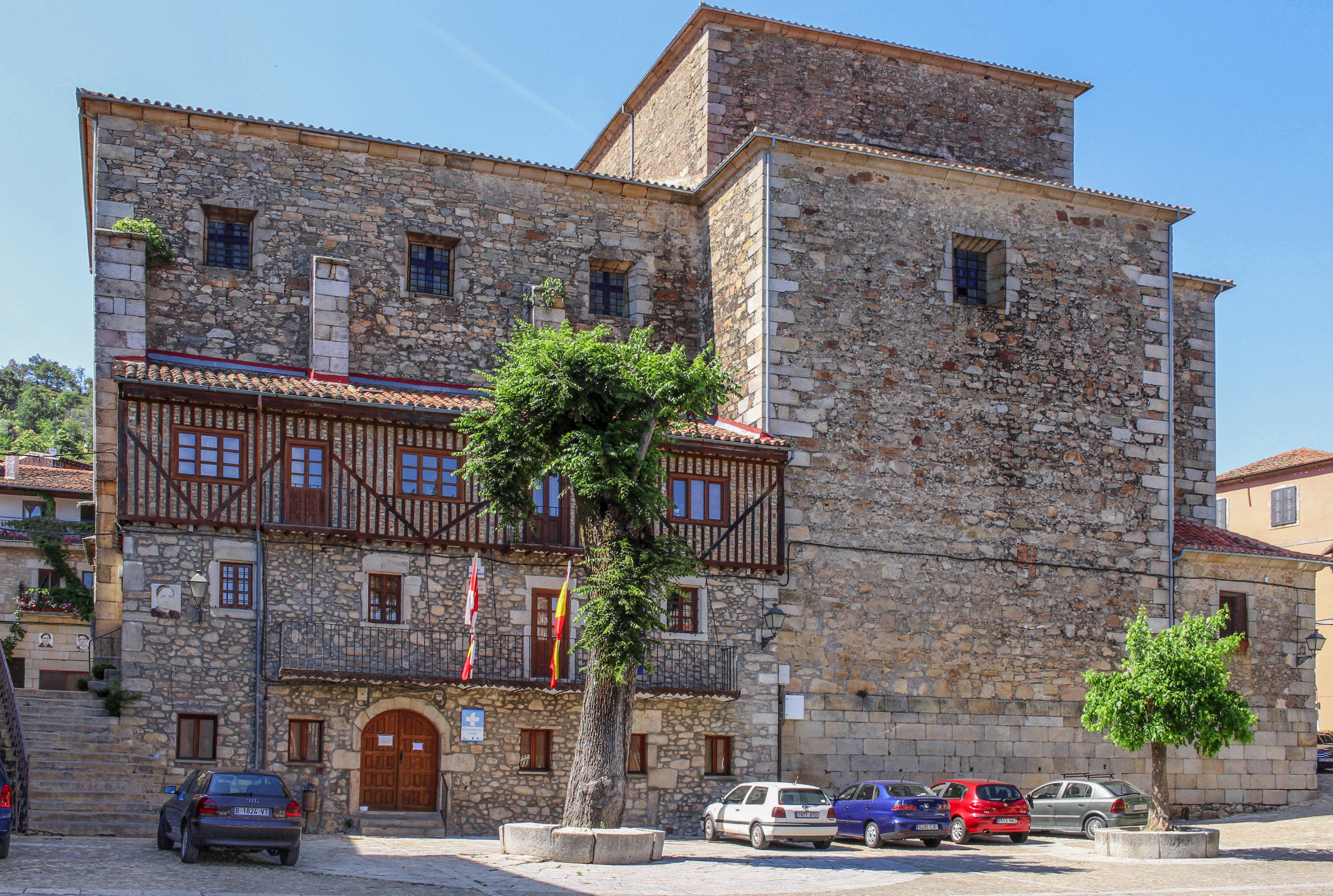
Rathaus

Mogarraz ist als eines der schönsten Dörfer Spaniens ausgezeichnet.

## Persönlichkeiten
- Juan Antonio Melón (1758–1843), Schriftsteller